# 7116 Mentall
7116 Mentall (1986 XX) là một tiểu hành tinh vành đai chính được phát hiện ngày 2 tháng 12 năm 1986 bởi E. Bowell ở trạm Anderson Mesa thuộc Đài thiên văn Lowell.